# Leon Mestel
Leon Mestel (né le 5 août 1927 et mort le 15 septembre 2017) est un astronome britannique qui a reçu à la fois la médaille Eddington (1993) et la médaille d'or de la Royal Astronomical Society (2002).

## Biographie
Il nait à Melbourne, en Australie et émigre en Angleterre à l'âge de trois ans. Il vit dans Forest Gate, dans le Londres est. Il est le fils de Rabbi Solomon Mestel (en) et Rachel née Brodetsky, sœur de Selig Brodetsky (en). Il fait ses études à West Ham Secondary School à Londres et au Trinity College de Cambridge.
Il est chercheur à l'Imperial Chemical Industries, au département de Mathématiques, de l'Université de Leeds de 1951 à 1954, puis chercheur financé par le Commonwealth Fund (en) à l'observatoire de l'Université de Princeton de 1954 à 1955. 
De retour en Angleterre, il est enseignant en mathématiques à l'Université de Cambridge, de 1955 à 1956, et chercheur au St John's College, de 1957 à 1966, incluant une période en tant que professeur invité à l'Institute for Advanced Study à Princeton (New Jersey) entre 1961 et 1962. Avant de prendre son poste en tant que professeur de mathématiques appliquées à l'Université de Manchester, il est boursier JFK à l'institut Weizmann, Israël, 1966-1967. Il devient professeur d'astronomie à l'Université du Sussex en 1973 et prend sa retraite, devenant professeur émérite en 1992.
Il est élu boursier de la Royal Society en 1977.
Ses domaines de recherches couvrent les structures stellaires, la formation des étoiles, les pulsars, l'électrodynamique, dans le domaine de l'astrophysique.
Son fils, Jonathan Mestel, est un mathématicien réputé et un joueur d'échecs internationalement renommé.